# Notothenia rossii
Espèce
Le colin de Kerguelen (Notothenia rossii) est un poisson des glaces de la famille des Nototheniidae présent du sud de la Nouvelle-Zélande à l'océan Austral vivant dans les récifs. Il mesure environ 92 centimètres et peut peser jusqu'à 10 kilogrammes.

## Taxonomye
L'espèce a été formellement décrite pour la première fois par le naturaliste John Richardson en 1844 sans indication du lieu de découverte, mais l'on pense qu'il s'agit des Îles Kerguelen. Richardson a donné au poisson le nom de rossii en référence à James Clark Ross, chef d'une mission scientifique effectuée à bord des navires Erebus et Terror avec l'objectif d'explorer les côtes de l'Antarctique.